# Alesa telephae
Espèce
Alesa telephae est un insecte lépidoptère appartenant à la famille  des Riodinidae et au genre Alesa.

## Dénomination
Alesa telephae a été décrit par Boisduval en 1836 sous le nom de Eurybia telephae.
Synonymes : Alesa negra Röber, 1931 ; Alesa prema forme sapphirina Biedermann, 1936.

### Noms vernaculaires
Il se nomme Telephae Metalmark en anglais.

## Description
Alesa telephae est un papillon de taille moyenne au dessus noir marqué de rouge et au revers beige marqué de veines et taches marron avec aux postérieures une ligne submarginale d'ocelles noirs cerclés de clair.

## Écologie et distribution
Alesa telephae est présent en Guyane et au Brésil.

### Biotope
Il réside dans la forêt amazonienne.

### Protection
Pas de statut de protection particulier.